# مکس استوارت

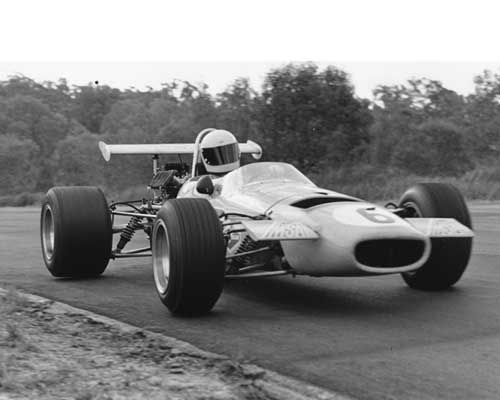
مکس استوارت در سال ۱۹۷۱

مکس استوارت با نام کامل مالکوم کلرک ستوارت (به انگلیسی: Malcolm Clarke Stewart)‏(۱۴ مارس ۱۹۳۵ - ۱۹ مارس ۱۹۷۷) یک راننده استرالیایی بود.